# Cyclone Dumazile
Le cyclone Dumazile est une perturbation tropicale qui est passée entre Madagascar et La Réunion début mars 2018. Elle a provoqué de fortes pluies et une forte houle mais à La Réunion, le niveau d'alerte n'a pas dépassé la pré-alerte cyclonique.

## Évolution météorologique
Une onde tropicale apparue le 28 février est devenue une dépression tropicale le 2 mars au nord-est de Madagasgar. Celle-ci avait alors des vents de 40 milles par heure (64 km/h). Dumazile est devenu un cyclone tropical de catégorie 1 le 4 mars et a connu son apex à la catégorie 3 le 5 mars à 12 h UTC avec des vents de 120 milles par heure (193 km/h) au large de la partie centrale de Madagascar. Météo Madagascar rapporta que le cyclone passait alors à 305 km à l'est de la ville de Mananjary dans la région de Vatovavy-Fitovinany et que les rafales pouvaient atteindre de 220 km/h près de son centre.
Le 6 mars à 4 h locale, Dumazile passa à 350 km au sud-ouest de la Réunion. Suivant une trajectoire courbant vers le sud-est, le cyclone s'est graduellement affaiblit pour devenir post-tropical après le 7 mars. Le 12 mars, la dépression extra-tropicale restante se dirigeait vers les îles Kerguelen des Terres australes et antarctiques françaises.

## Impact

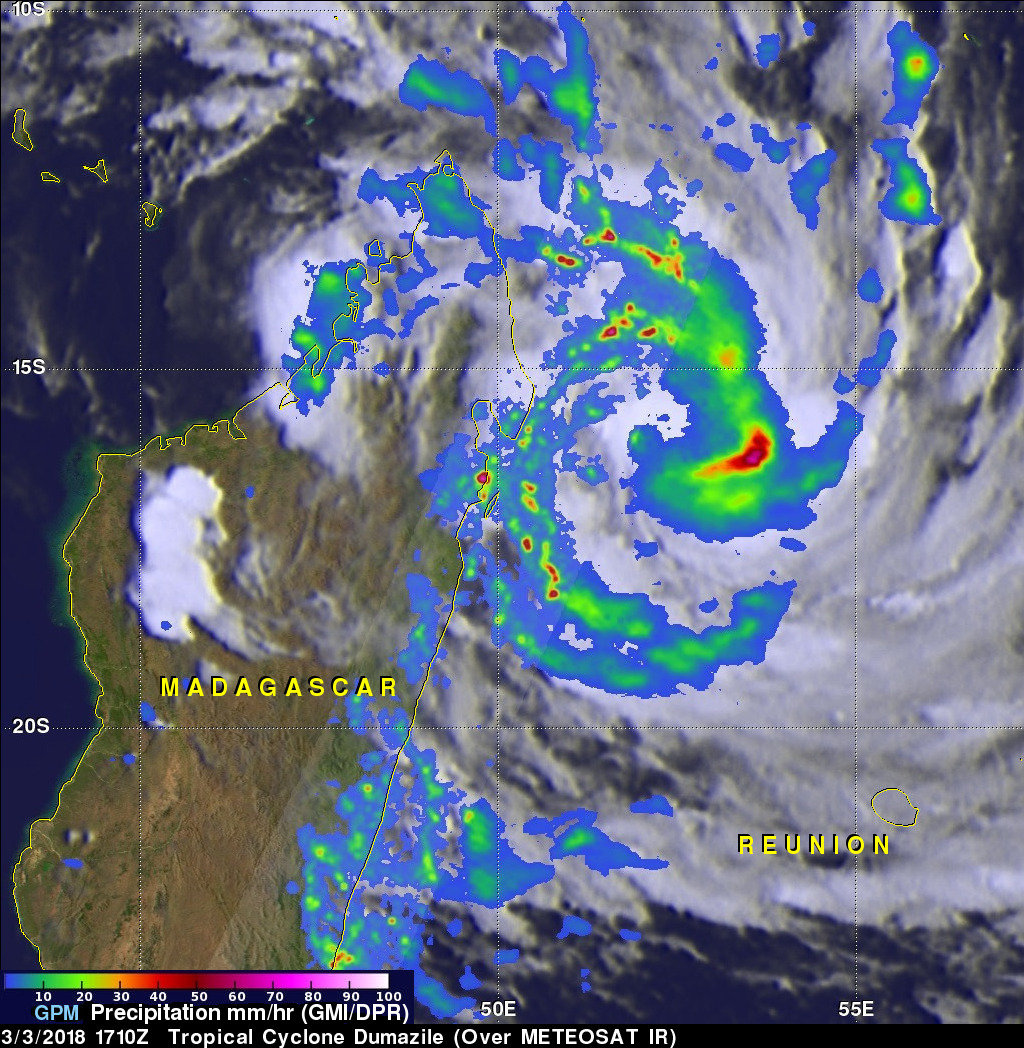
Image du satellite GPM montrant les taux de précipitations le 3 mars 2018.

Il est tombé en 3 jours des pluies diluviennes lors du passage de Dumazile entre Madagascar et la Réunion. 

### La Réunion
Les plus importantes accumulations furent notées dans les montagnes à La Réunion, soit à Grand Îlet avec 1 513 mm et au cratère Commerson avec 1 123 mm. Au niveau de la mer, les quantités furent moindre avec 326 mm à La Possession et 151 mm au Port. Cependant, dans tous les cas, ceci correspondait à ce qui est reçu en près de deux mois. Les vents furent aussi violents avec un maximum de 134 km/h au Piton Maïdo.
Les écoles de La Réunion restèrent fermées en raison des routes endommagées dans l'île et plusieurs zones de la capitale Saint-Denis furent touchées par des crues soudaines.

### Madagascar
Les autorités malgaches avaient mis en garde contre de fortes pluies attendues dans les régions du nord-ouest du pays avant l'arrivée du cyclone et une alerte jaune fut émise pour la région du fleuve Matitanana. Météo Madagascar a également émis une alerte rouge pour les fortes pluies et les inondations possibles pour les districts de Diana, Bealalana, Analalava, Antsohihy dans la région de Sofia, Analalava et Mahajanga dans la région de Boeny.
Les bandes externes de pluies de Dumazile ont ensuite donné jusqu'à plus de 200 mm de pluie sur la côte est du pays,. Le satellite GPM de la NASA et de l'Agence d'exploration aérospatiale japonaise recueillit des données montrant qu'une des bandes de pluie donnait un taux de précipitations de plus de 160 mm à l'heure.
Les médias locaux mentionnèrent que plusieurs parties de la ville de Toamasina dans la région d'Atsinanana furent inondées.